# Team Snelle Jelle
Team Snelle Jelle was een Nederlandse marathonschaatsploeg onder leiding van Koen Lankhaar. Tot 2012/2013 opereerde de ploeg onder Team Brabant. Langebaanrijder Robert Bovenhuis van Team Corendon en marathonrijder Ruud Borst zijn nieuw. in 2015 hield de ploeg op te bestaan.

## Seizoen 2013-2014
De volgende langebaanschaatsers maakten deel uit van dit team:
- Ruud Borst
- Robert Bovenhuis
- Robert van Dalen
- Pieter-Jan van Eck
- Jochem Uithoven
- Nick Uithoven